# Listă de plante medicinale - B

A - Ă - Â - B - C - D - E - F - G - H - I - Î - J - K - L - M - N - O - P - Q - R - S - Ș - T - Ț - U - V - X - Y - Z
| Plantă             | Denumire latină     | Proprietăți vindecătoare |
| ------------------ | ------------------- | ------------------------ |
| Brândușă de toamnă | Colchicum autumnale |                          |
| Brusture           | Lappa               |                          |
| Busuioc            | Ocimum basilicum    |                          |

Listă de plante medicinale